# درة قحطي (ميانكوه)
درة قحطي (بالفارسية: دره قحطی) هي قرية تقع في إيران في Miankuh Rural District. يقدر عدد سكانها بـ 155 نسمة .